# Консул-суффект
Консул-суффект (лат. consul suffectus, також консул-суфект) — особливий різновид давньоримської магістратури консула.
За часів Республіки консула-суффекта вибирали у випадку, якщо один з консулів помирав під час свого консулату.
Цей порядок, будучи єдинообраним консулом у 45 р. до н. е. (що вже було порушенням закону, бо консулів мало бути два) порушив Юлій Цезар, призначивши консул-суффектами Квінта Фабія Максима і Гая Требонія.
Надалі, під час громадянських воєн 40-х років та під час існування Другого тріумвірату стало практикуватися обрання суффектів після дострокового складання повноважень консулами, а у I—II столітті н. е. призначення суффектів стало нормою. За часів Тиберія призначалося з політичних мотивів вісім пар суффектів. Своєї найвищої точки ця практика досягла за правління Коммода, коли у 190 році на посаді консулів-суффектів перебувало послідовно 25 осіб.
Визначним консул-суффектом був завойовник Римської Британії Авл Плавцій.
Також консулами-суффектами свого часу були історик Тацит, письменник Пліній Молодший, філософ Сенека, правник Луцій Волузій Меціан.